# Fieberiella hyrcana
Fieberiella hyrcana är en insektsart som beskrevs av Dlabola 1984. Fieberiella hyrcana ingår i släktet Fieberiella och familjen dvärgstritar. Inga underarter finns listade i Catalogue of Life.